# Stazione di Genova Pra
La stazione di Genova Pra è una fermata ferroviaria posta sulla linea Genova-Ventimiglia. Serve il quartiere di Pra, nel comune di Genova.
L'impianto dal 2º Luglio 2006, data della sua apertura, è gestito da Rete Ferroviaria Italiana società del gruppo FS.

## Storia
La fermata fu inaugurata il 2 aprile 2006 in occasione dello spostamento a mare della sede ferroviaria previsto nell'ambito della riqualificazione urbana del quartiere di Pra'. Nel contempo venne abbandonato il vecchio impianto, situato sulla linea dismessa e successivamente smantellata, posto sulla Via Aurelia.

## Strutture e impianti
La nuova stazione è provvista di 3 binari passanti, tutti con marciapiede ad altezza 55cm, a norma per consentire l'incarrozzamento a raso. Il sottopasso è condiviso con l'acceso alla Fascia di Rispetto di Pra'.
Nel dettaglio i binari 1 e 2 riguardano la linea Genova-Ventimiglia, mentre il binario 3 è utilizzato dai treni merci come collegamento con lo scalo PSA, e dai treni locali per accedere ai binari tronchi della Stazione di Genova Voltri, senza intralciare la circolazione sulla linea principale. Grazie al terzo binario si possono effettuare precedenze.
La stazione, pur non disponendo di un fabbricato viaggiatori, è coperta per metà dall'impalcato ferroviario facente parte della Bretella di Prà (detta anche Bretella Voltri-Borzoli) mentre il binario 1 lato monte è provvisto di pensilina. 
Nel 2019 sono stati installati i tornelli per il futuro utilizzo della stazione come fermata del Servizio Ferroviario Urbano.

### Accessibilità
La stazione è dotata complessivamente di due binari a servizio dei viaggiatori con relative banchine.
La stazione è dotata dei seguenti servizi per l'accessibilità:
- Presenza di sistemi di informazione al pubblico sonori;
- Presenza di sistemi di informazione al pubblico visivi;
- Presenza di parcheggi con posti riservati;
- Percorso senza barriere (in piano e/o con rampa) fino al binario: 1 e 2;
- Marciapiede rialzato per salire/scendere dai treni in arrivo/partenza al binario: 1 e 2.

## Bretella di Pra'
La nuova stazione di Pra' si caratterizza anche per la presenza di un viadotto ferroviario, che sovrappassa la Via Aurelia e si intesta nella collina. 

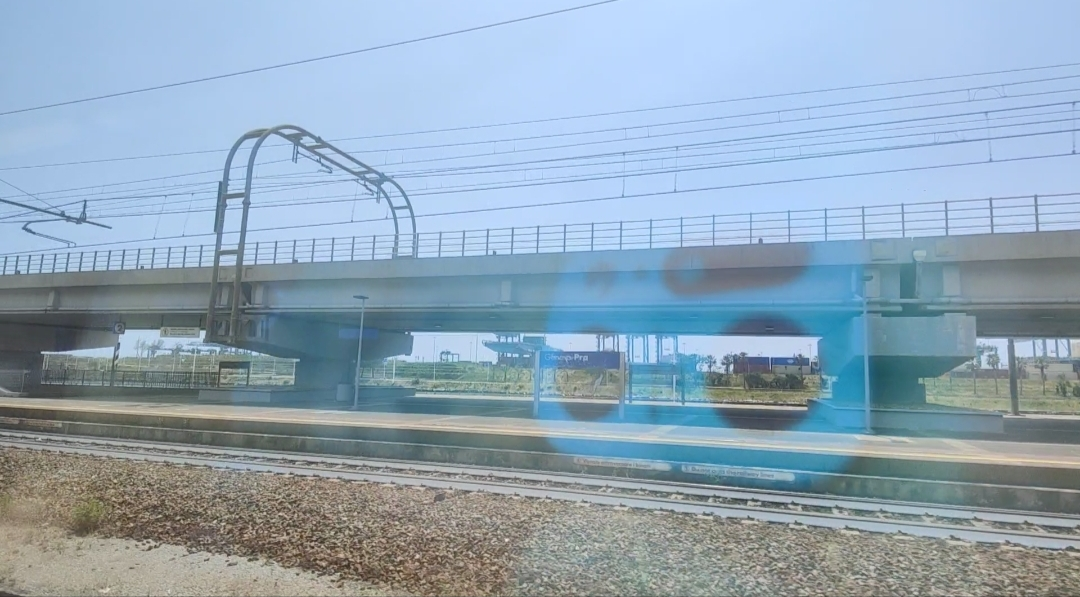
Il viadotto ferroviario: la bretella per i treni merci

La linea ferroviaria che utilizza questa infrastruttura è la Bretella Voltri-Sampierdarena, opera compresa nel potenziamento del Nodo Ferroviario di Genova.
I due binari che quindi sovrappassano la Stazione, proseguono in galleria sino all'altezza di Borzoli: qui è presente un camerone dove, grazie ad un binario che esce all'esterno poco dopo la Stazione di Genova Borzoli, si può proseguire sulla linea per Acqui Terme in direzione Nord. Questo itinerario viene utilizzato da una parte dei treni merci provenienti dal PSA di Pra' o dal Ponente Ligure.

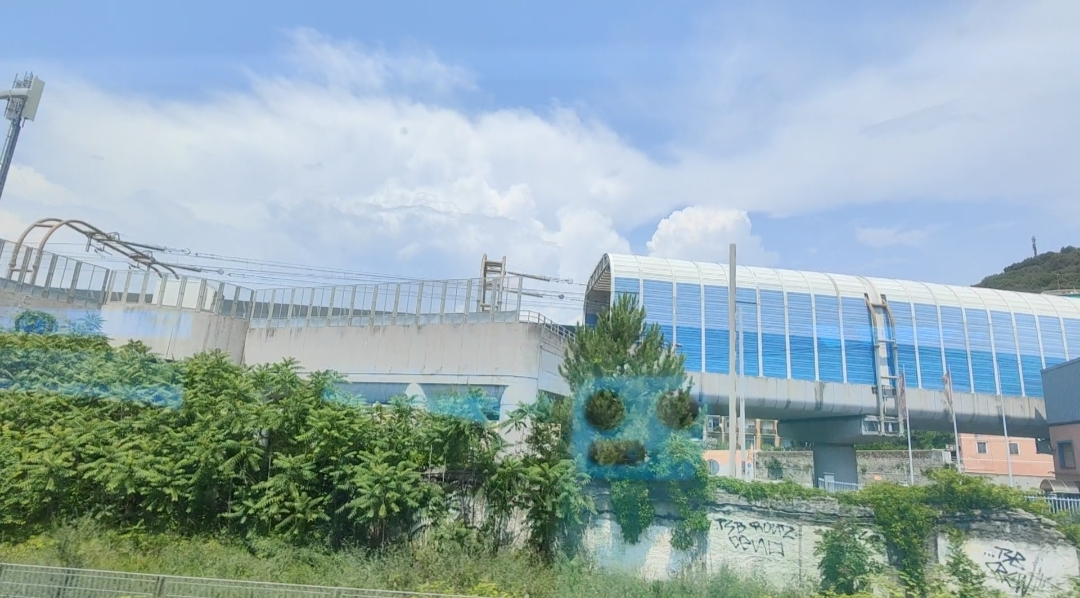
Il camerone per Borzoli

Nel futuro i due binari della Bretella proseguiranno fino a Fegino (in galleria anche verso il Terzo Valico), riallacciandosi alla linea dei Giovi, in direzione Sampierdarena. Si potrà quindi separare i flussi di traffico a lunga percorrenza da quelli urbani, migliorando radicalmente il servizio.
I vantaggi riguarderanno anche le merci, che avranno un collegamento diretto con il Terzo Valico, senza interferenze.
I cantieri sono tuttora attivi, ma hanno accumulato anni di ritardo a causa di ripetuti fallimenti delle ditte. Ad oggi si prospetta di completare l'opera nel 2024 (invece che 2016).

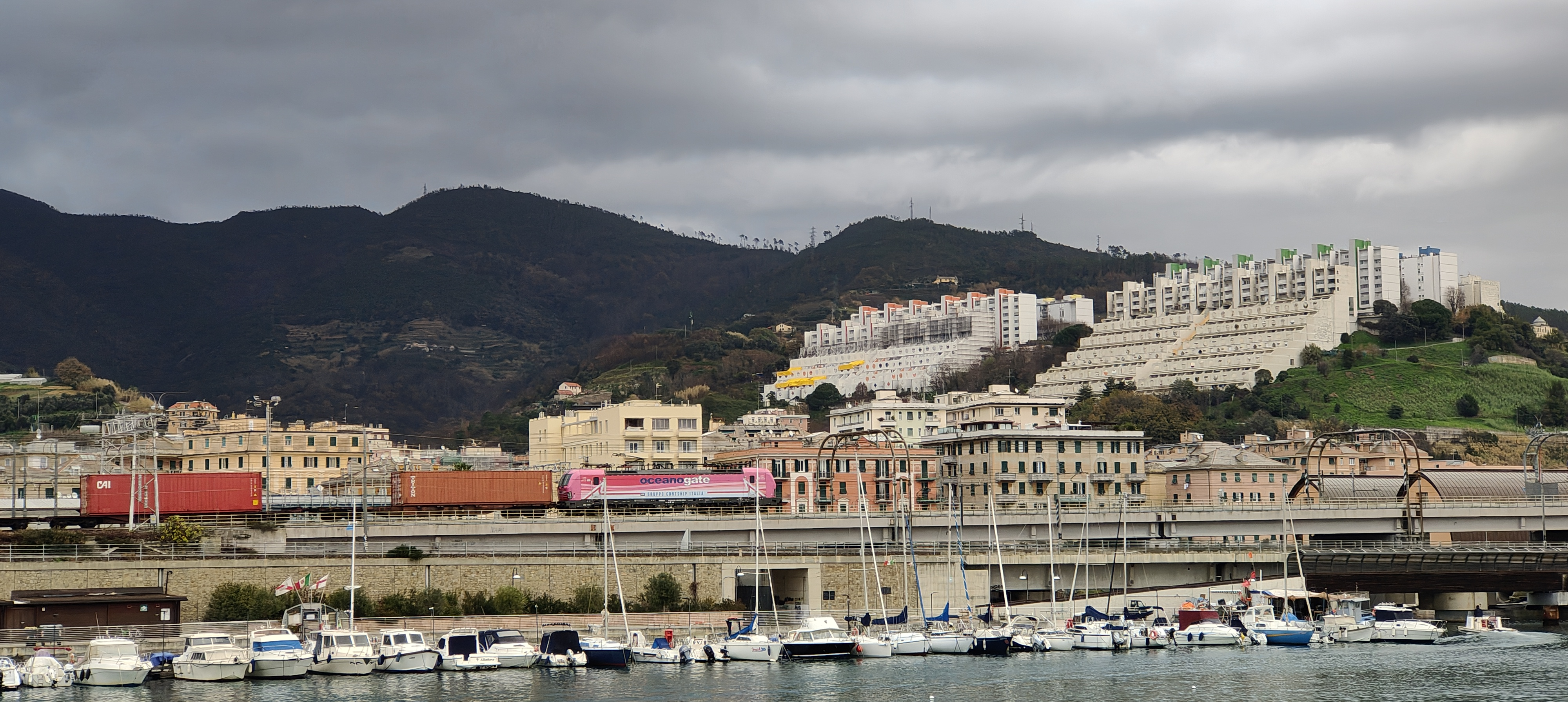
Oceanogate 193.592 Lady Pink Melzo impegnata sulla bretella di Pra' con sopra il complesso edilizio delle Lavatrici

## Movimento
La fermata è servita dai treni regionali svolti da Trenitalia nell'ambito del contratto di servizio stipulato con la Regione Liguria.

## Servizi
La fermata, che RFI, classifica nella categoria silver, dispone di:
- Biglietteria Self-Service di Trenitalia[6]
- Spazi per l'attesa
- Distributori automatici di snack e bevande

## Interscambi
La stazione dispone dei seguenti interscambi:
- Fermata autobus AMT
- Rastrelliera, piste ciclabili

- Parcheggio, colonnine ricarica elettrica

Dal piazzale antistante la stazione transitano diversi servizi di TPL gestite da AMT
La posizione dell'impianto consente un agevole interscambio con le autolinee urbane e provinciali tutte gestite da AMT.
Nel piccolo slargo antistante la Stazione effettuano capolinea le linee 94 e 188, dirette nei quartieri limitrofi di Pra'.
Poco distanti sono invece presenti le fermate della linea 1 (Voltri-Caricamento) e delle linee provinciali dirette in Valle Stura.

### Progetti futuri
In fase di sviluppo preliminare, nell'ambito del Progetto Pra' Marina, l'estensione del servizio NaveBus di AMT con la realizzazione di un pontile di approdo nella zona che fiancheggia la fermata sul lato mare, accessibile dall'uscita sud del sottopasso.